# Arco di Malborghetto
Il cosiddetto «arco di Malborghetto» è una massiccia costruzione posta nella campagna a nord di Roma al diciannovesimo chilometro della via Flaminia; sebbene attualmente, causa il riutilizzo nei secoli, si presenti a prima vista come una struttura di epoca medioevale, si tratta in realtà di un tetrapilo databile alla prima metà del IV secolo, il cui originario rivestimento marmoreo è andato completamente perduto.
Il suo nome attuale deriva dalla località nella quale si trova, Malborghetto, ed è sede di un museo e di un distaccamento della Sovraintendenza dei Beni Culturali.

## Storia
Quello che oggi appare come un austero casale era in realtà un tetrapilo romano, simile per aspetto e dimensioni a quello impropriamente chiamato arco di Giano al Velabro e che viene citato nei Cataloghi regionari del IV secolo col nome di Arcus Divi Costantini. I suoi quattro archi sovrastavano l'incrocio di due importanti assi viari, la via Flaminia e la via Veientana, di cui oggi rimangono interessanti resti riportati alla luce nell'area circostante il monumento.

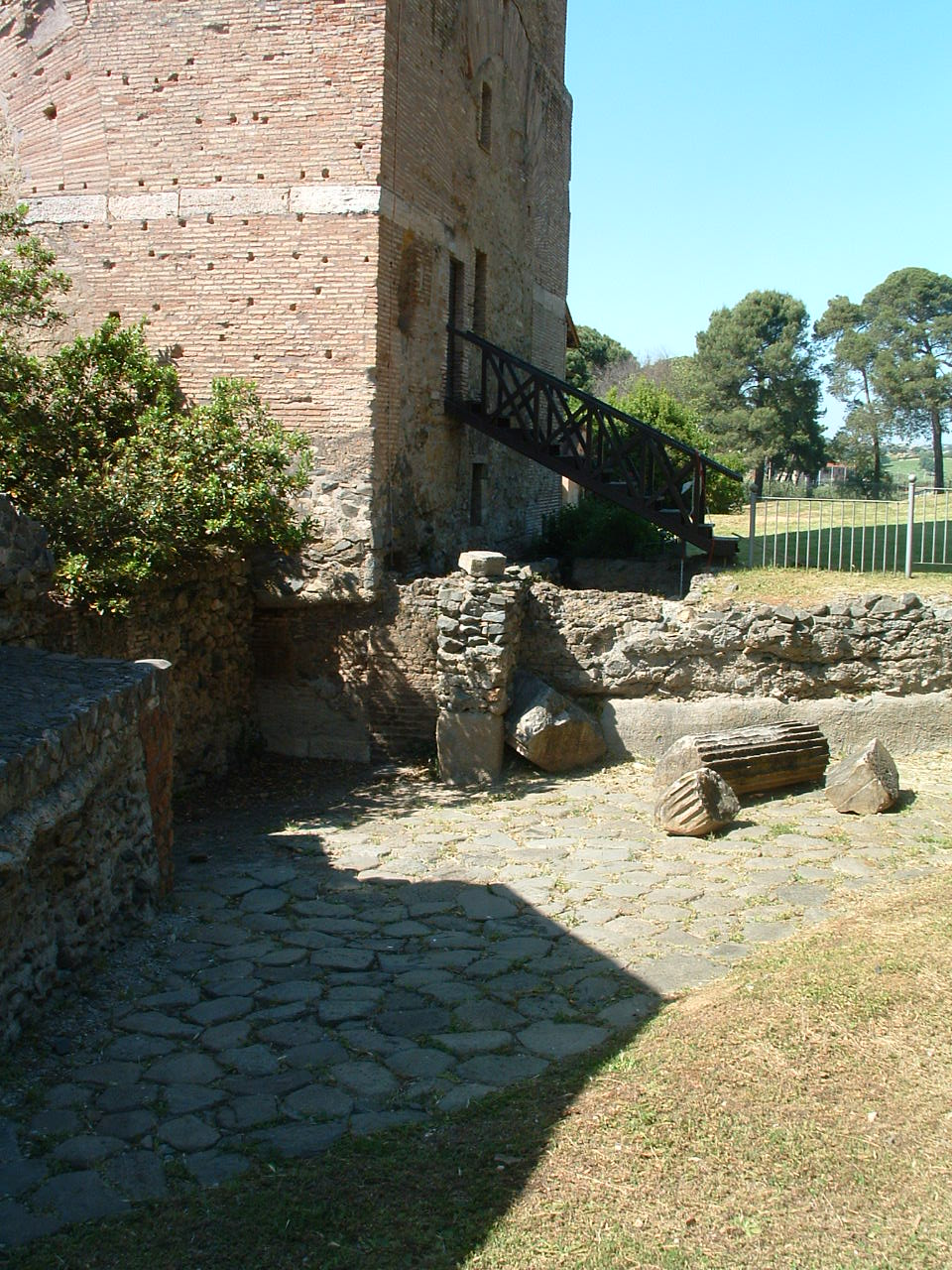
Resti via Flaminia.

In epoca medioevale, forse XI secolo, l'arco fu trasformato in chiesa a croce greca con la chiusura dei quattro fornici e la costruzione di un'abside sul lato orientale. Il basolato stradale fu deviato all'esterno.
Le prime notizie ufficiali riguardanti la struttura risalgono al 1256, in un atto di compravendita stipulato nel corso di una divisione di beni di proprietà della famiglia Orsini, dove viene citato come un piccolo borgo protetto da una doppia cinta muraria.

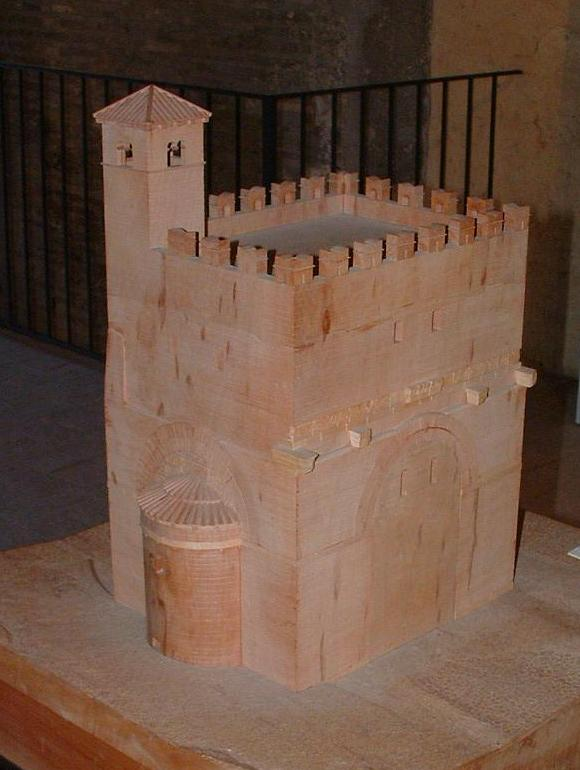
Plastico ricostruttivo dell'arco di Malborghetto trasformato in chiesa

Il toponimo Malborghetto è più recente e si ritiene riferito alla devastazione subita ad opera degli Orsini nel 1485 per scacciare i Colonna, che ne avevano preso possesso con l'appoggio del Papa. L'edificio cadde in completo abbandono fino alla metà del Cinquecento quando fu preso in affitto da un aromatarius (erborista) milanese che risiedeva a Roma, di nome Costantino Pietrasanta, che lo ristrutturò completamente. L'aspetto attuale è sostanzialmente quello conferitogli dal Pietrasanta e nei secoli successivi fu adibito agli usi più vari come osteria, casale, stazione di posta.
Una svolta importante alla comprensione delle origini di questa costruzione fu data agli inizi Novecento dal giovane archeologo tedesco Fritz Toebelmann che lo studiò per cinque anni arrivando alla conclusione che fosse stato edificato prima della fine del IV secolo. Toebelmann giunse a tale conclusione grazie ad una minuziosa opera di ispezione della costruzione che lo portò a scoprire, su di un mattone posto sotto l'intonaco della volta centrale dell'arco, un bollo laterizio di età dioclezianea. Questo gli permise di dimostrare che la datazione di edificazione del monumento non potesse essere precedente a questo periodo.

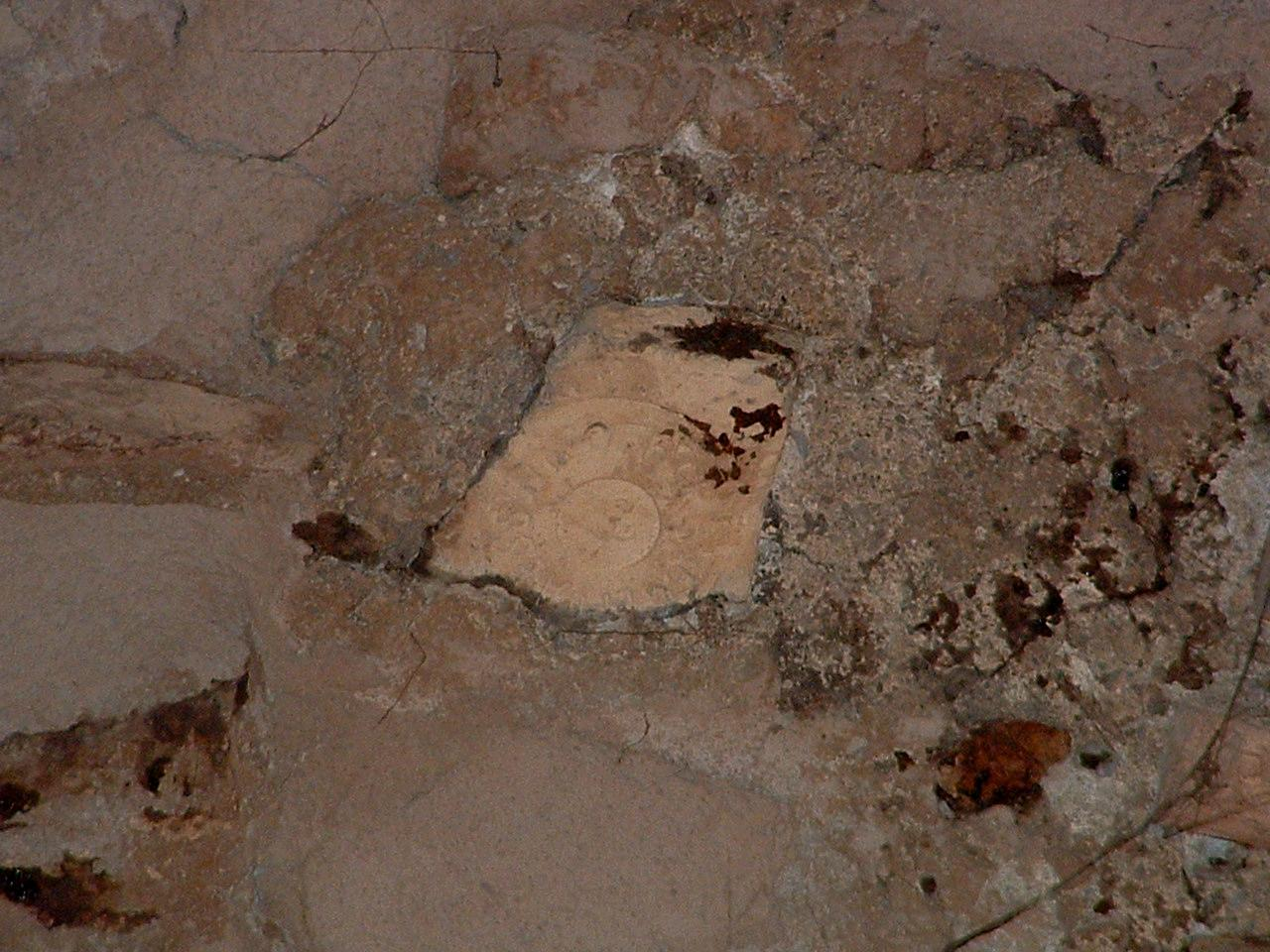
Bollo laterizio dioclezianeo.

L'archeologo tedesco morì però prematuramente durante la prima guerra mondiale, non senza tuttavia aver lasciato interessanti spunti di approfondimento ai futuri studiosi. Toebelmann infatti descrisse in modo molto accurato l'aspetto che tale monumento doveva avere in origine, ma ancor più importante il perché si trovasse in quel luogo. Fu egli il primo a sostenere che tale monumento fosse stato eretto nel luogo dove le truppe di Costantino I si accamparono in attesa dello scontro con Massenzio in quanto, se avesse dovuto commemorare la vittoria, sarebbe stato collocato nel punto di inizio della battaglia e cioè in località Saxa Rubra o nel punto della sua conclusione cioè al ponte Milvio. Rimane curioso ancorché inusuale commemorare la locazione di castra aestiva, il che ha indotto gli studiosi a supporre che il monumento potesse essere legato alla leggendaria «visione» che secondo Eusebio di Cesarea Costantino affermava di aver avuto alla vigilia dello scontro con Massenzio. Studi più recenti svolti dal prof. Gaetano Messineo hanno sostanzialmente confermato le deduzioni di Toebelmann.

## Architettura
La struttura architettonica della costruzione originale era quella di un tetrapilo a pianta rettangolare (14,86 m x 11,87 m) di proporzioni imponenti (si ipotizza fosse alto circa 18 m) paragonabili al cosiddetto Arco di Giano del Velabro come si può evincere dai basamenti di travertino dei quattro archi.
La struttura muraria in laterizio, ancora visibile, lascia supporre un rivestimento di lastre di marmo ancorate tramite grappe metalliche a fori quadrati ancora presenti sulle pareti esterne. Si ipotizza la presenza di colonne su due o quattro facciate sormontate da una imponente trabeazione. L'attico sosteneva un tetto piano ed era diviso, al suo interno, da due muri che creavano tre ambienti comunicanti tramite aperture ad arco.

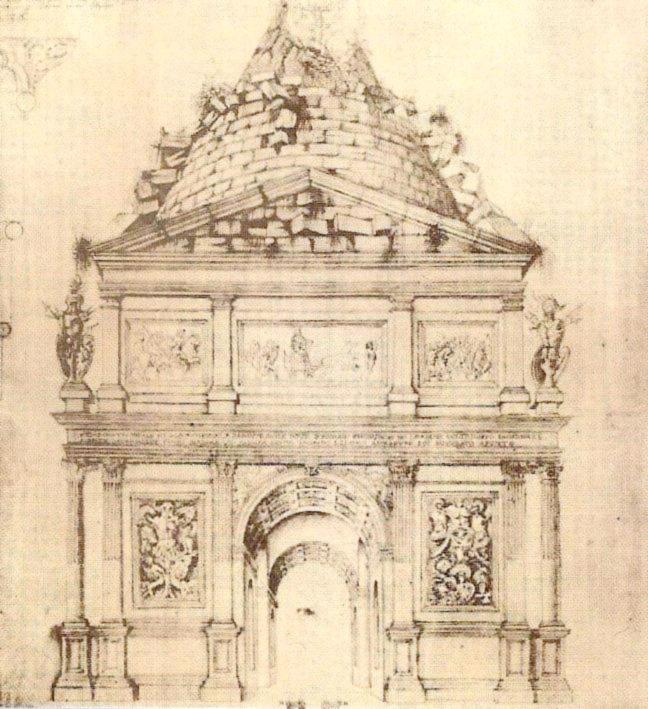
Ricostruzione grafica arco di Malborghetto di Sangallo

La costruzione era attraversata in direzione nord-sud dalla via Flaminia ed in direzione est-ovest dalla via Veientana (delle quali sono ancora presenti resti del basolato all'interno del casale e nel perimetro esterno dell'arco).
La prima ricostruzione grafica dell'aspetto che doveva avere il monumento originale è opera dell'architetto Giuliano da Sangallo, uno dei più grandi architetti del Rinascimento. Successivamente anche l'archeologo Fritz Toebelmann realizzò una ricostruzione grafica dello stesso. Recenti studi in ambito universitario hanno permesso di realizzarne un nuovo modello sfruttando la tecnologia 3D.

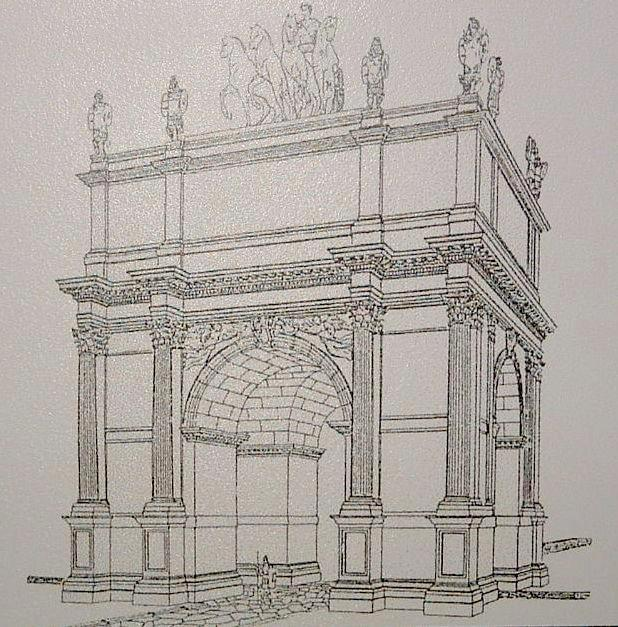
Ricostruzione grafica arco di Malborghetto di Fritz Toebelmann

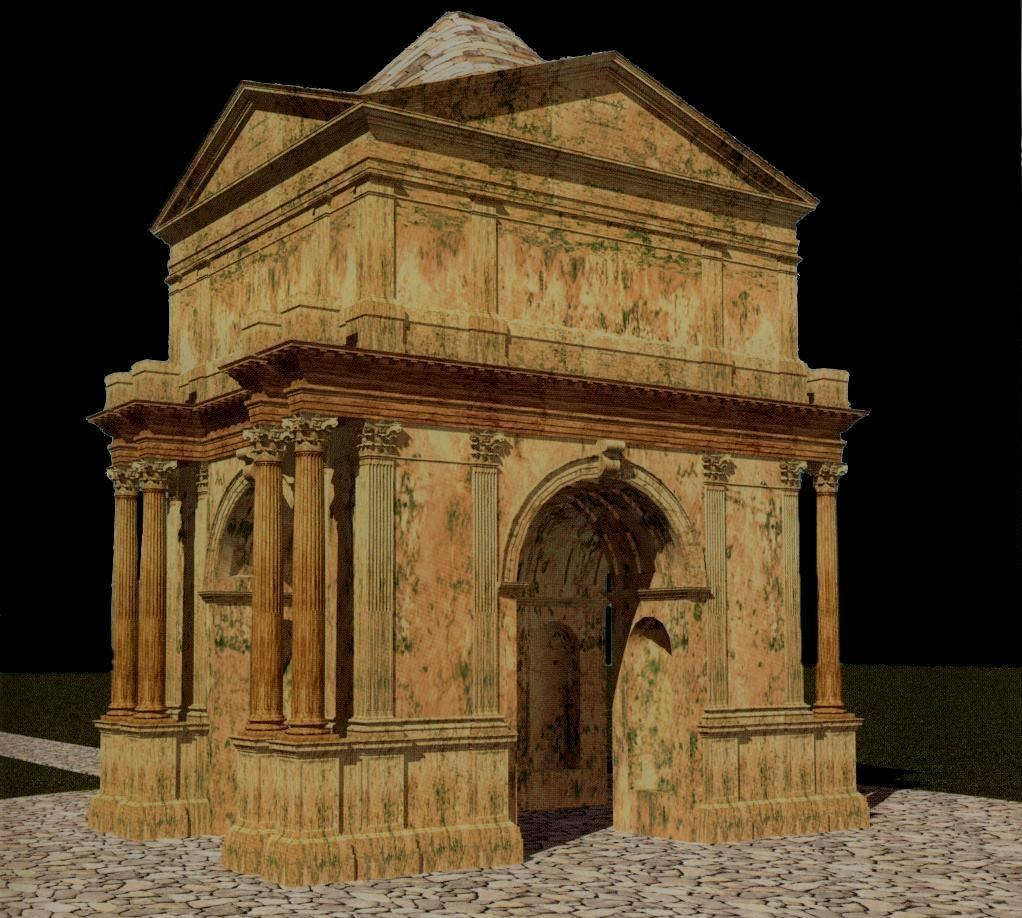
Ricostruzione grafica arco di Malborghetto dei prof. Alberto e Marco Carpiceci